# Funny Games
Funny Games is een Oostenrijkse psychologische thriller/horrorfilm uit 1997 onder regie van Michael Haneke. Hij werd hiervoor onder meer genomineerd voor de Gouden Palm van het Filmfestival van Cannes.
Haneke regisseerde in 2007 zelf een Amerikaanse versie van Funny Games, getiteld Funny Games U.S. Hij bedoelde de productie zelf niet zozeer als een horrorfilm, maar als commentaar op de invloed van geweld in de media op de samenleving.

## Verhaal
Georg en Anna zijn met hun zoontje op vakantie in een zomerhuisje. Er wordt op de deur geklopt door Peter waarop kort daarna ook zijn vriend Paul zich bij het gezelschap voegt. Hoewel de jongens in eerste instantie keurige knapen lijken, heeft de familie twee psychopathische sadisten pur sang in hun huisje toegelaten. Zij maken de vakantie van het gezin tot een hel, maar doen het daarbij voortdurend voorkomen alsof ze de redelijkheid zelve zijn en al helemaal niet de schuld van alle gebeurtenissen.

## Rolverdeling
| Acteur             | Personage     |
| ------------------ | ------------- |
| Susanne Lothar     | Anna          |
| Ulrich Mühe        | Georg         |
| Arno Frisch        | Paul          |
| Frank Giering      | Peter         |
| Stefan Clapczynski | Schorschi     |
| Doris Kunstmann    | Gerda         |
| Christoph Bantzer  | Fred          |
| Wolfgang Glück     | Robert        |
| Susanne Meneghel   | Zus van Gerda |
| Monika Zallinger   | Eva           |